# Чезаре д’Эсте

Герб дома Эсте. 1535 г.

Чезаре д’Эсте (итал. Cesare d'Este; 8 октября 1562, Феррара — 11 декабря 1628, Модена) — герцог Феррары, Модены и Реджио (1597—1628). Представитель династии Эсте.

## Биография
Чезаре д’Эсте —  сын Альфонсо д’Эсте, маркиза Монтеккио, четвёртого (и незаконнорождённого) сына Альфонсо I д’Эсте от Лауры Дианти.
После смерти бездетного герцога Феррары и Модены Альфонсо II д’Эсте в 1597 году законная линия династии Эсте оборвалась. Император Священной Римской империи, Рудольф II, признал наследником Чезаре д’Эсте, двоюродного брата умершего, которому на тот момент было 24 года. Правопреемственность была подтверждена лишь императором Рудольфом II, папа римский Климент VIII воспротивился этому, признав власть Чезаре нелегитимной и сомнительной.
В 1598 году, несмотря на усилия молодого герцога Чезаре, просившего помощи у соседних правителей, Феррарское герцогство перестало существовать и стало частью Папской Области.
Чезаре д’Эсте в том же году перенёс столицу в Модену.
С самого начала правления ему пришлось с столкнуться с ссорами и распрями между дворянами Модены и Феррары, войной против Лукки за обладание областью Гарфаньяна и др.
6 февраля 1586 он женился на Вирджинии Медичи, дочери великого герцога Тосканы Козимо I Медичи и Камиллы Мартелли. Около 1596 года у его жены впервые стали заметны признаки безумия, которые сопровождали её до самой смерти.
После смерти наследником Модены и Реджио стал его сын Альфонсо III д’Эсте.

## Семья
В семье Вирджинии Медичи и Чезаре д’Эсте родились шестеро сыновей и четыре дочери.
- Джулия д’Эсте (1588—1645);
- Альфонсо III д'Эсте (1591—1644), герцог Моденский;
- Луиджи I д’Эсте (1594—1664), маркиз Скандьянский и Монтеккьоский;
- Лаура д’Эсте (1594—1630);
- Катерина д’Эсте (1595—1618);
- Ипполито д’Эсте (1599—1647);
- Никколо д’Эсте (1601—1640);
- Борсо д’Эсте (1605—1657);
- Форесто д’Эсте (1606—1639/1640);
- Анджела Катерина д’Эсте (ум. 1651), монахиня.